# Brunstatt
Brunstatt (elsässisch Brunscht) ist eine ehemalige französische Gemeinde mit zuletzt 6.209 Einwohnern (Stand 2013) im Département Haut-Rhin in der Region Grand Est. Sie war Teil des Arrondissements Mulhouse, des Kantons Brunstatt und Mitglied des Kommunalverbandes Mulhouse Alsace Agglomération.
Mit Wirkung vom 1. Januar 2016 wurden die früheren Gemeinden Brunstatt und Didenheim zu einer Commune nouvelle mit dem Namen Brunstatt-Didenheim zusammengelegt.

## Geografie
Brunstatt grenzt an den Südwesten der Stadt Mülhausen, mit der sie baulich und verkehrstechnisch eng verflochten ist. Durch das Gebiet verläuft der Rhein-Rhône-Kanal parallel zur Ill. Brunstatt besaß auch einen Bahnhof an der Bahnstrecke Paris–Mulhouse; dieser musste aber mit der Inbetriebnahme der LGV Rhin-Rhône geschlossen werden. Er soll, sobald es die Kapazität der Strecke ermöglicht, wieder eröffnet werden.

## Geschichte
Altsteinzeitliche Funde wurden auf dem Fridolinsberg und im Gewann Lange Äcker im Dudely gemacht. Entdeckt wurde auch ein spätbronzezeitlicher Brennofen. Römische Münzfunde bei der Burnenquelle. Erste urkundliche Erwähnung 1195.
Das Sankt-Ottilien-Kloster (Saint-Odile) war schon in fränkischer Zeit hier begütert. Im Besitz des Ortes waren nacheinander die Herzöge von Teck, dann die Adelsfamilie von Huse, die Thiersteiner Grafen (ab 1495), die Grafen von Ortenburg-Salamanca (habsburgische Hofbeamte, ab 1523) und von 1657 bis 1789 die Solothurner Patrizierfamilie Besenval. 1295 baute Kuno von Berckheim in der Ill-Niederung ein Wasserschloss. In den Gebäuden des Brunstatter Schlosses befand sich nach der Revolution eine Brauerei und später eine Chemiefabrik. Es wurde 1857 beim Eisenbahnbau abgebrochen.
Bis 1324 gehörte der Ort zur Grafschaft Pfirt. Er kam durch die Heirat der Johanna von Pfirt mit Herzog Albrecht II. von Österreich an Habsburg. Bis 1648 gehörte Brunstatt zur vorderösterreichischen Herrschaft Altkirch (Seigneurie d'Altkirch). Im Westfälischen Frieden kam Brunstatt mit dem ganzen habsburgischen Besitz im Elsass an die französische Krone.
In den Urkunden erscheint erstmals 1195 der vermutlich 1468 im Sechsplappertkrieg (la Guerre des Six Deniers) durch die Eidgenossen zerstörte Ort Burnen. An das aufgegebene Dorf erinnert die Burnenquelle und die Burnerkreuz-(Burnerkritz-)kapelle.
| Jahr      | 1962  | 1968  | 1975  | 1982  | 1990  | 1999  | 2006  |
| Einwohner | 4.024 | 4.424 | 5.047 | 4.887 | 5.160 | 5.530 | 6.180 |

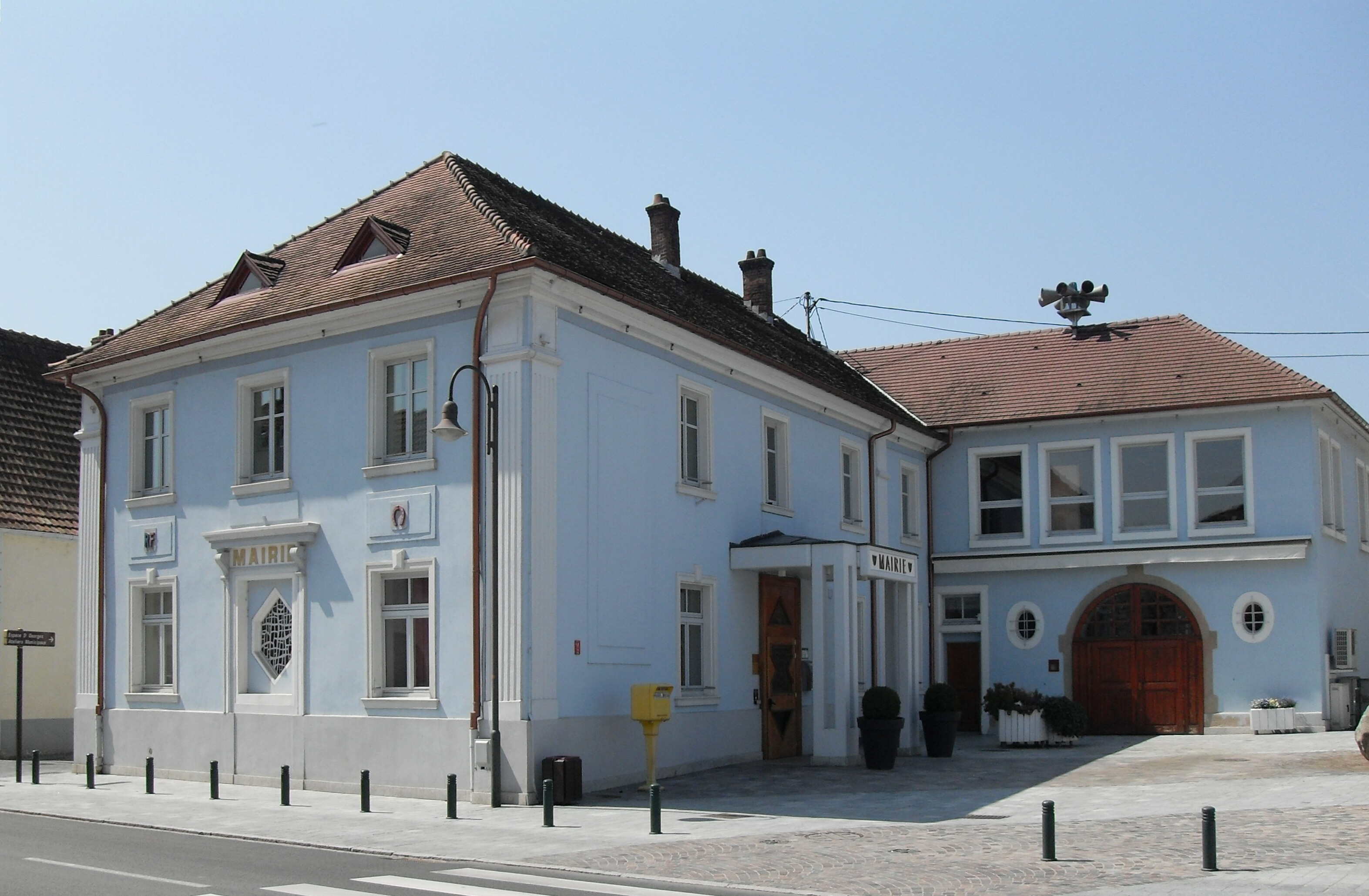
Ehemaliges Rathaus in der Avenue d’Altkirch
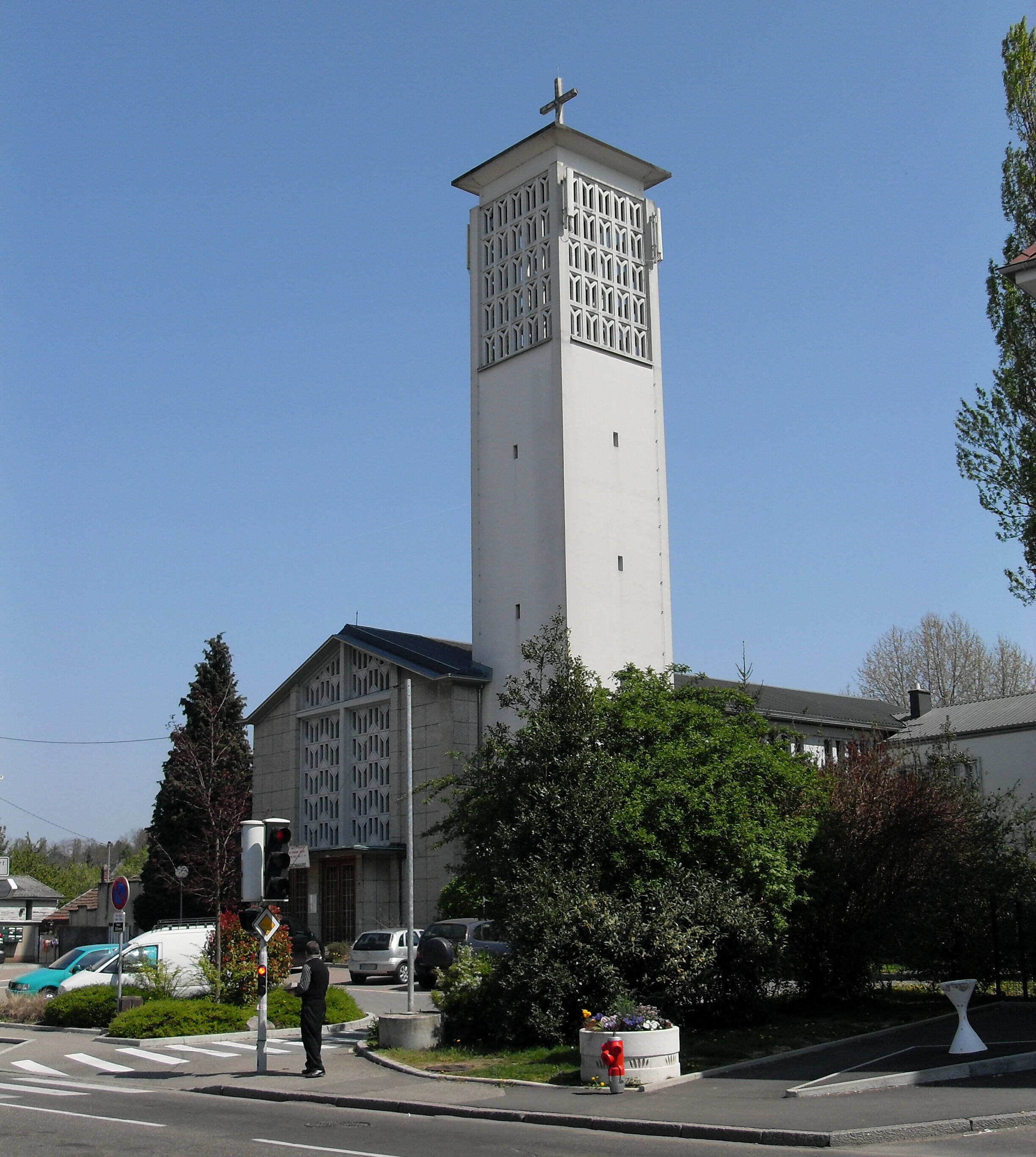
Kirche St. Odilia, 1953 erbaut
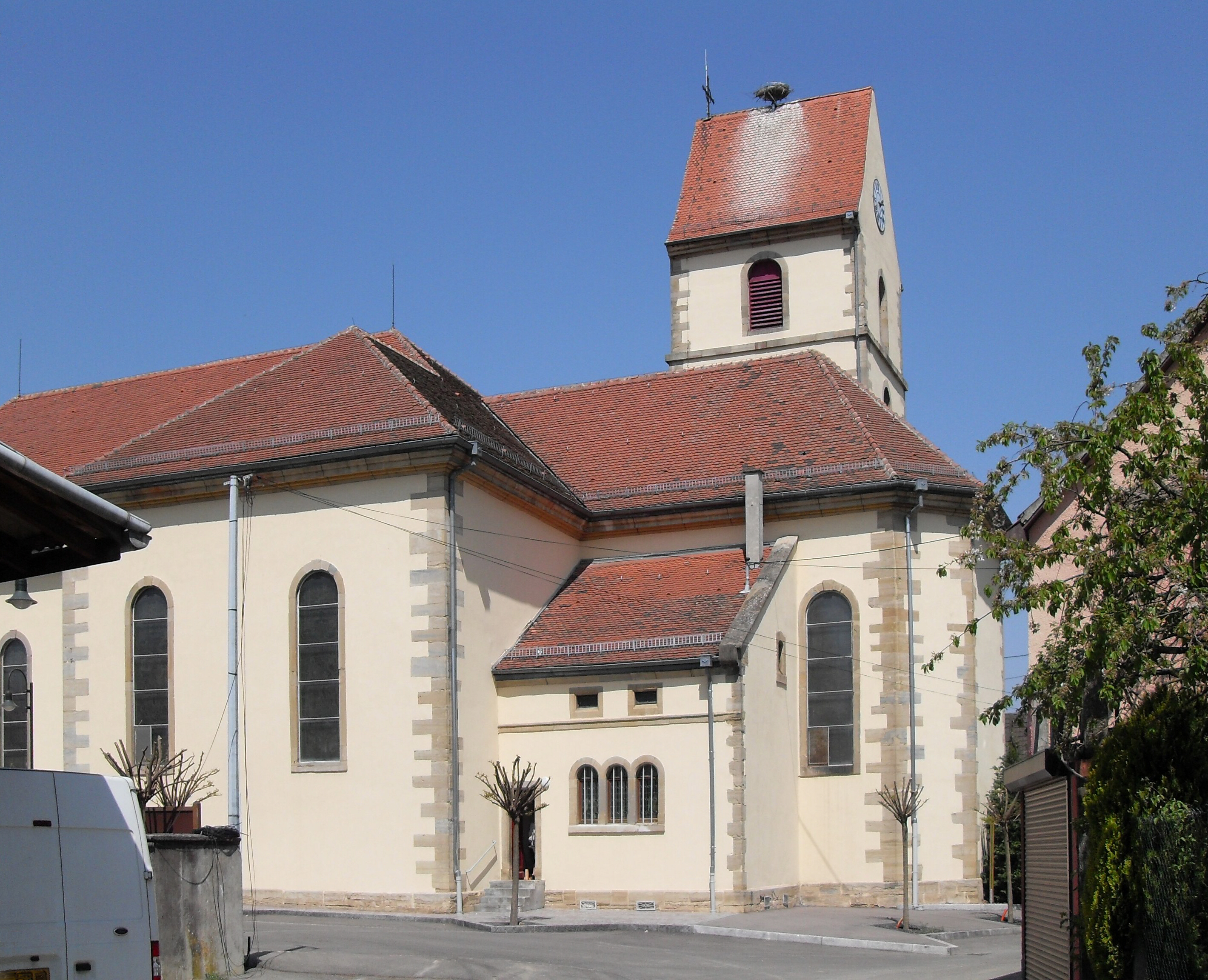
Kirche St. Georg, Ostseite
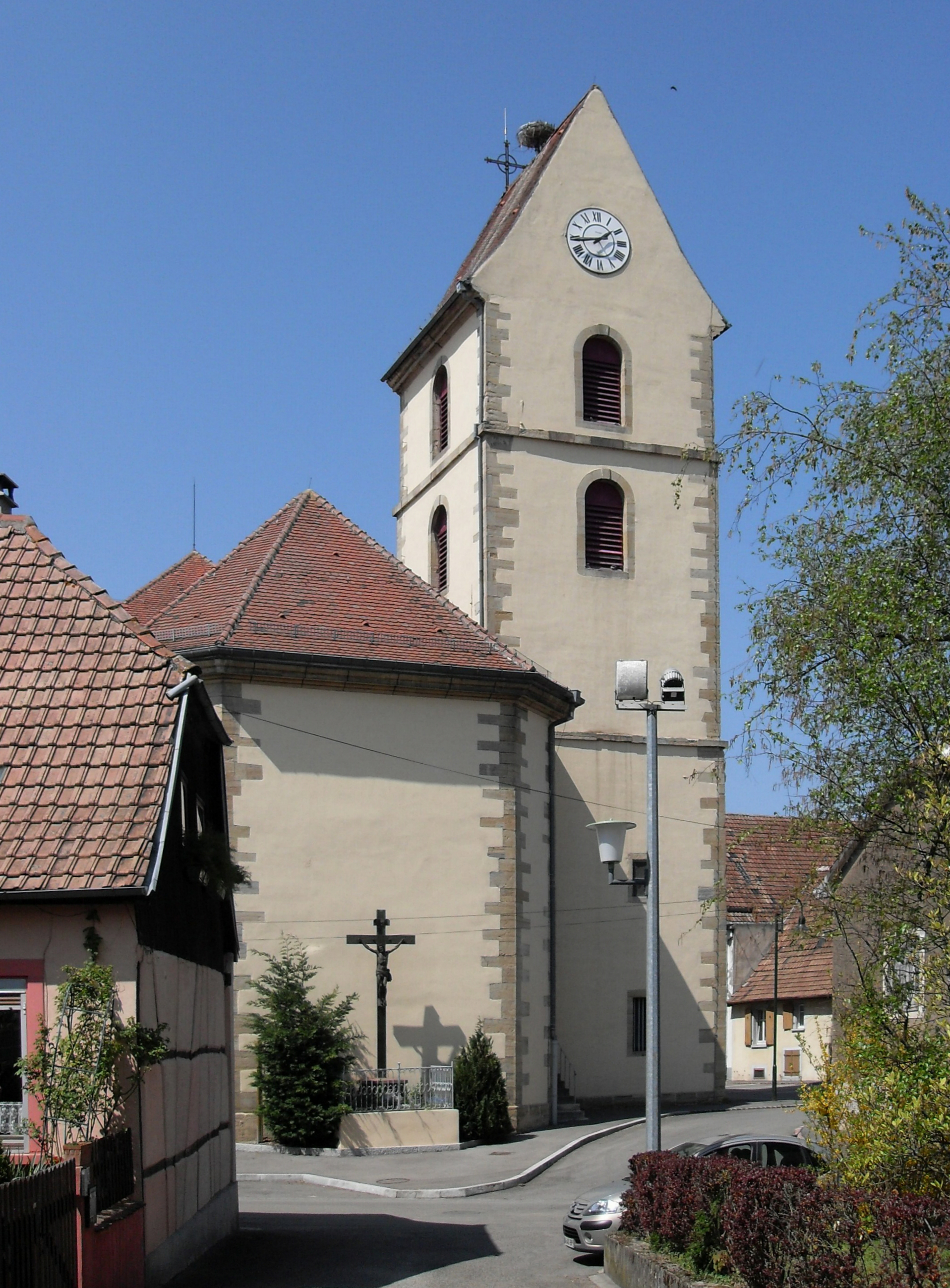
Kirche St. Georg, Südseite

## Bauwerke
Die Pfarrkirche Sankt Georg. Erste Erwähnung einer Kirche 1294. Um 1500 entstand ein neues Gotteshaus, von dem noch ein Gewölbeschlussstein mit dem Thiersteiner Wappen erhalten ist. Auch der Kernbestand des Turmes scheint in dieser Zeit entstanden zu sein. 1786 wurde ein Neubau errichtet, der 1876 nach Westen erweitert wurde. Die im Ersten Weltkrieg 1914 vollständig ausgebrannte Kirche wurde 1921 bis 1924 wieder errichtet.
Die Burnerkreuzkapelle entstand 1872 bis 1882 anstelle einer alten, während der Revolution zerstörten Kapelle, die selbst Vorgänger hatte - möglicherweise am Standort der 1401 erwähnten Kirche des abgangenen Burnen. Lange Zeit bestand hier eine Wallfahrt. Das Wasser der Burnenquelle galt als heilkräftig bei Augenleiden.
Usine Ricola, ein 1993 errichteter Industriebau nach Plänen der weltbekannten Basler Architekten Herzog und de Meuron.

## Persönlichkeiten
- Jean Fischer (1867–1935), Radrennfahrer